# Ufficio alle Rason
L'ufficio alle Rasón (o con la grafia Razon) era una magistratura della Repubblica di Venezia, con compiti di controllo contabile su tutti gli amministratori che gestivano denaro pubblico.
Degli officiali alle Rason si ha notizia sin dal XIII secolo, ma erano inizialmente istituiti solo in via straordinaria. Per esempio, nel 1364, il Maggior Consiglio li chiamò perché imponessero ai rettori di alcuni centri del Trevigiano (Asolo, Castelfranco, Noale e Mestre) il versamento regolare ai camerlenghi di Comun delle somme da loro riscosse.
Nel 1375 un decreto del Senato la rese una magistratura stabile, ampliandone le competenze su tutti i rettori della Terraferma. Nel 1376 ebbe poteri anche sui conti degli ambasciatori e nel 1381 estese i propri controlli su alcuni dazi e sulle locazioni delle pesche pubbliche.
Nel 1385 il Maggior Consiglio assegnò agli officiali anche il potere giudiziario su tutti i debitori dello Stato. Successivamente assunsero anche la revisione dei conti degli officiali del Levante, nonché dei Rettori dell'Istria e dei Rettori del Dogado. Nel 1394 ebbero il potere di segnalare i magistrati che trascuravano i loro doveri (tramite le cosiddette appuntature).
Visto l'aumentare delle mansioni, nel 1395 o nel 1396 fu necessario sdoppiare la magistratura, dividendola in Rason vecchie e in Rason nuove, e di portare il numero degli officiali da quattro a sei, assegnandone tre per parte.
Nel 1401 gli officiali ebbero anche il compito di controllare i conti dei rettori di Candia e nel 1409 dei rettori di Dalmazia. Più tardi ottennero analoghe mansioni per i rettori dell'Albania e della Morea, ma anche su consoli e viceconsoli di Siria e Aleppo e sui cottimi e i viaggi di Fiandra e Cipro.
Nel 1413, inoltre, ebbero la giurisdizione criminale sulle sottrazioni di denaro pubblico perpetuate dagli ufficiali dello Stato. L'ultimo incarico fu assegnato nel 1433, quando cominciarono ad occuparsi dei donativi e delle spese di ospitalità ai potentati stranieri.
Sin dal 1410 avevano diritto di sedere e votare in Senato.